# St. Martin (Sachsenried)

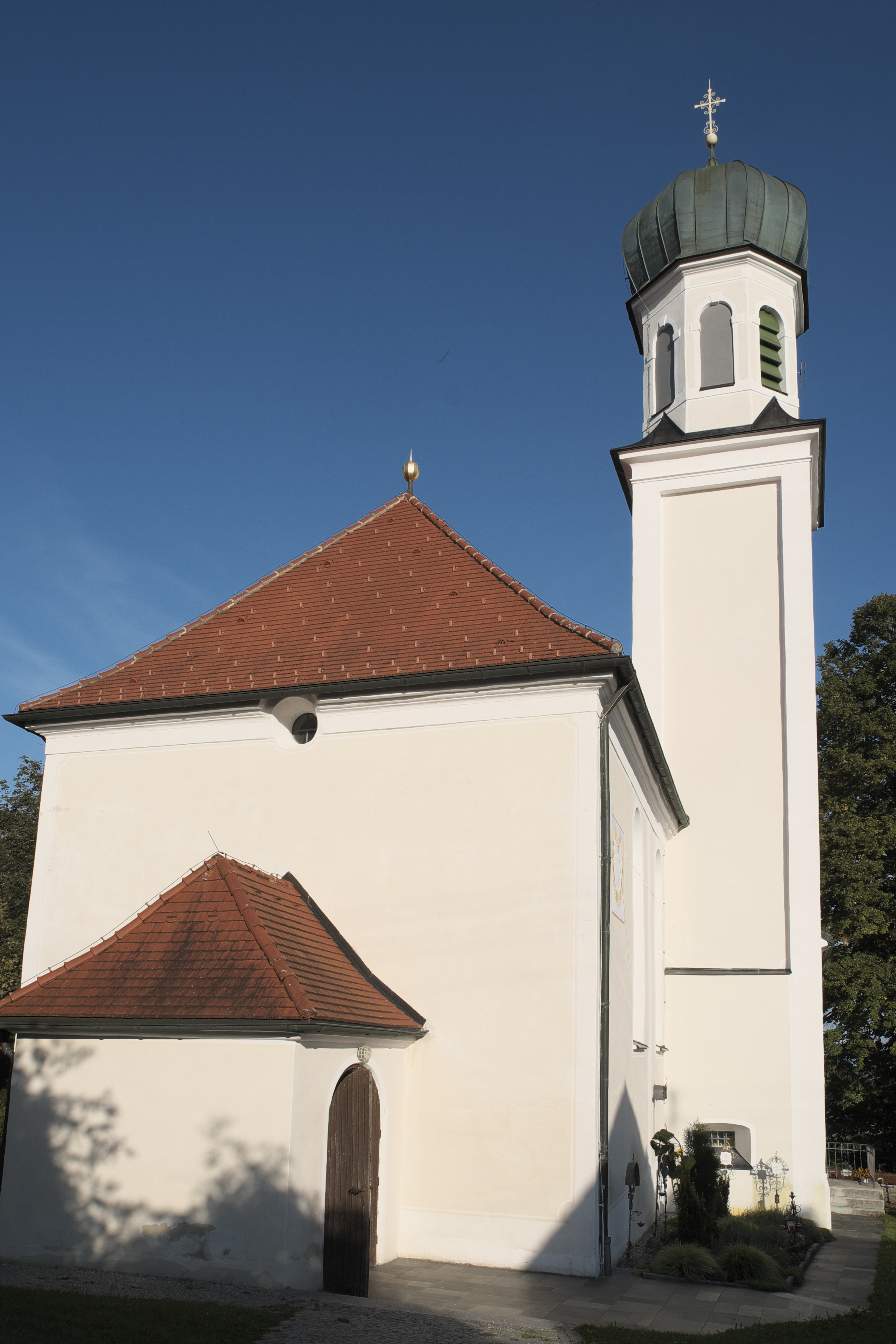
Pfarrkirche St. Martin in Sachsenried

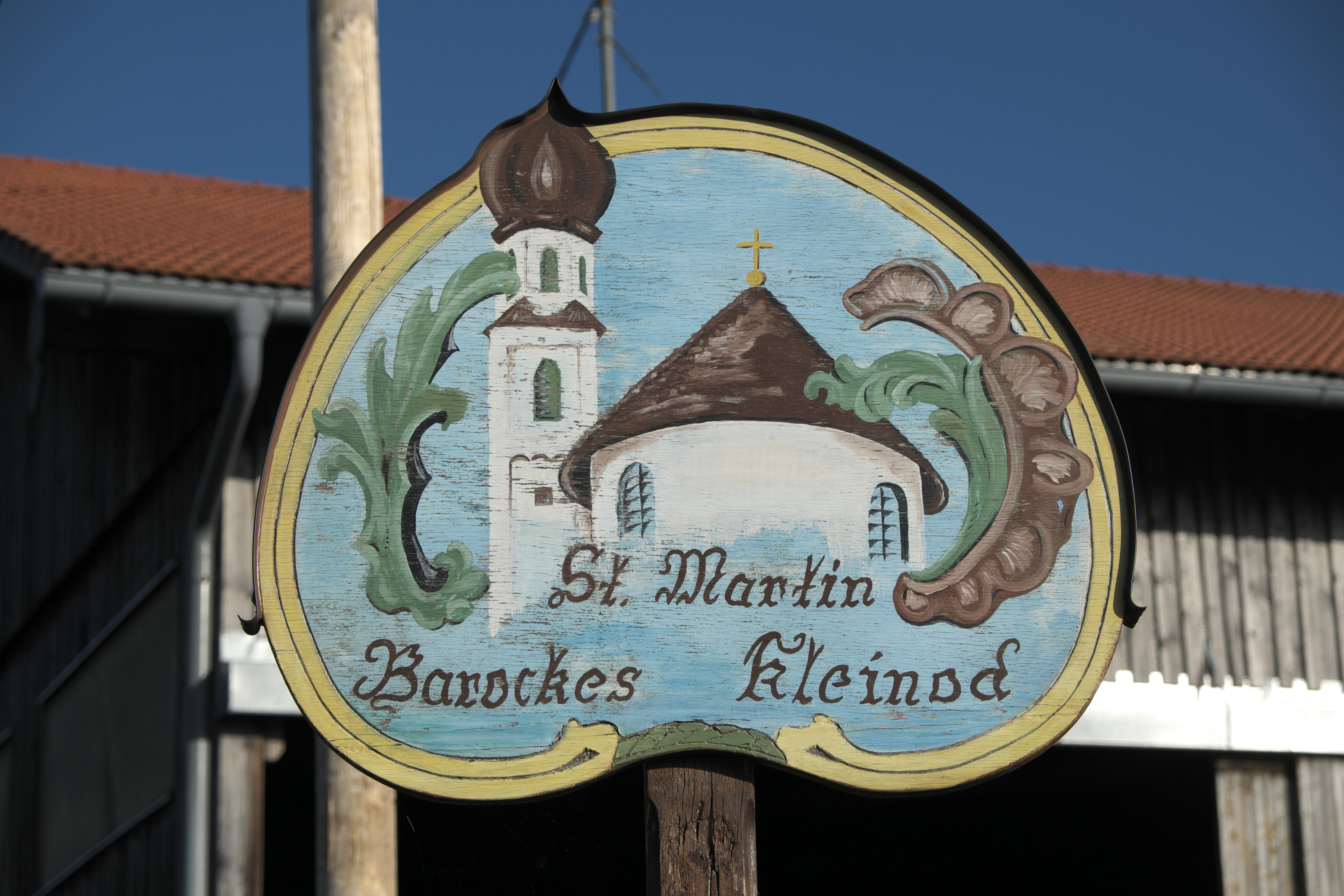
Begrüßungsschild

Die katholische Pfarrkirche St. Martin in Sachsenried, einem Ortsteil der Gemeinde Schwabsoien im bayerischen Landkreis Weilheim-Schongau, wurde unter der Einbeziehung von Teilen des romanischen und des gotischen Vorgängerbaus in der Mitte des 18. Jahrhunderts errichtet. In der zweiten Hälfte des 18. Jahrhunderts erhielt die Kirche ihre Ausstattung im Stil des Rokoko. Die Kirche ist dem heiligen Martin von Tours geweiht.

## Geschichte
Der Turmunterbau geht noch auf die romanische Vorgängerkirche zurück. Vom gotischen Kirchenbau sind Teile der Chor- und Langhausmauern erhalten. In den Jahren 1744 bis 1746 wurde die Kirche erweitert, 1753/54 wurde sie umgestaltet und von 1753 bis 1761 im Stil des Rokoko ausgestattet. Bei der Restaurierung im Jahr 1988 wurde die originale Fassung des 18. Jahrhunderts wieder freigelegt und teilweise rekonstruiert.

## Architektur
Die Kirche ist ein schlichter Saalbau zu drei Achsen mit leicht eingezogenem, halbrund geschlossenem Chor und doppelter Empore im Westen. Chor und Langhaus werden von Stichkappentonnen, die auf breiten Gesimskonsolen aufliegen, gedeckt. Im südlichen Chorwinkel erhebt sich der Glockenturm, auf dessen quadratischem Unterbau ein Oktogon mit Zwiebelhaube aufgebaut ist.

## Fresken
Die Fresken wurden 1753 von Franz Anton Zeiller ausgeführt. Auf dem Deckenfresko im Chor sieht man Maria und den Schutzpatron der Kirche, den heiligen Martin, die vor der Dreifaltigkeit Fürbitte leisten für den am unteren Bildrand dargestellten Ort Sachsenried. Die Langhausdecke ist dem Baumwunder des heiligen Martin gewidmet, in den Zwickelkartuschen sind die Apostel zu erkennen.

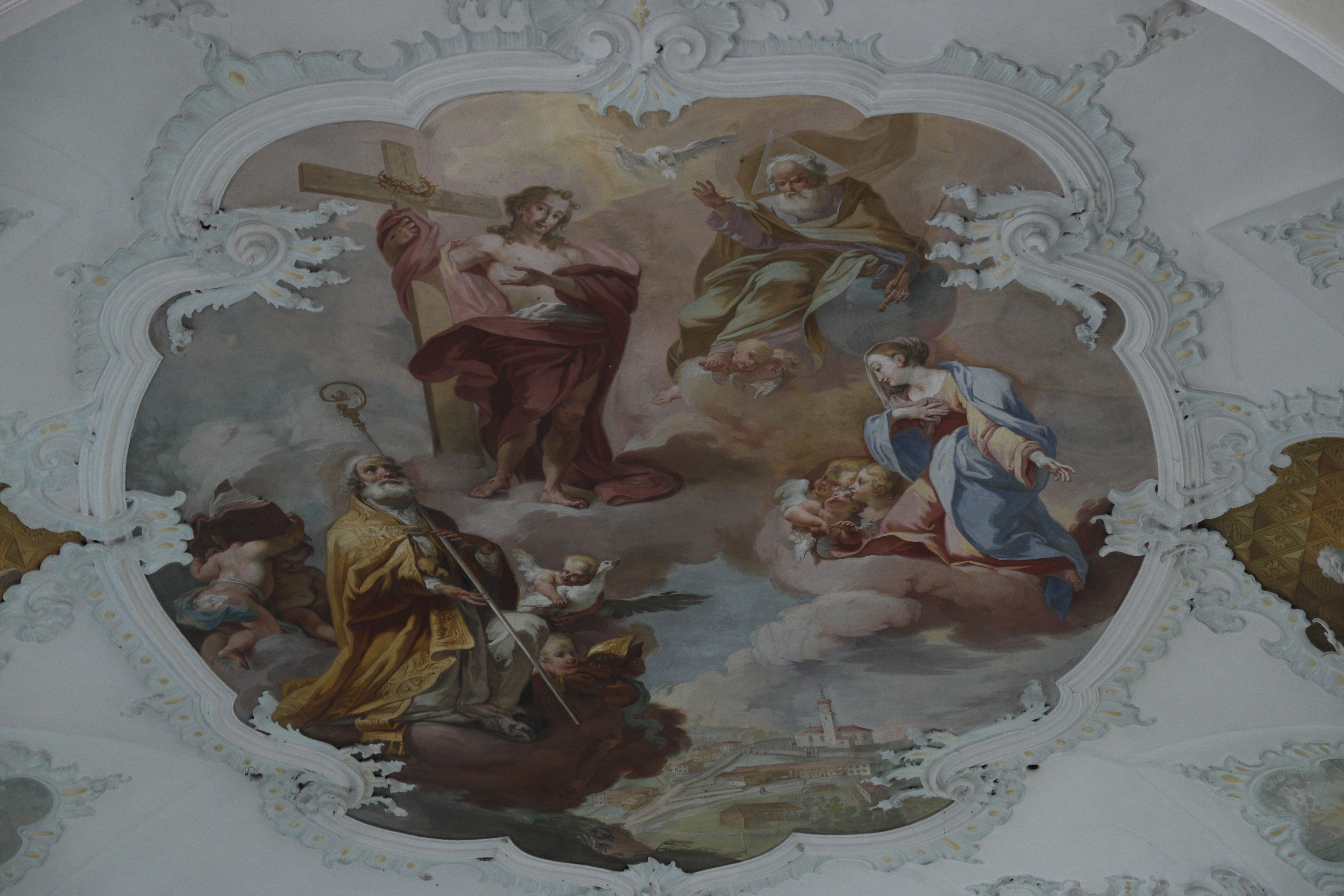
Chorfresko
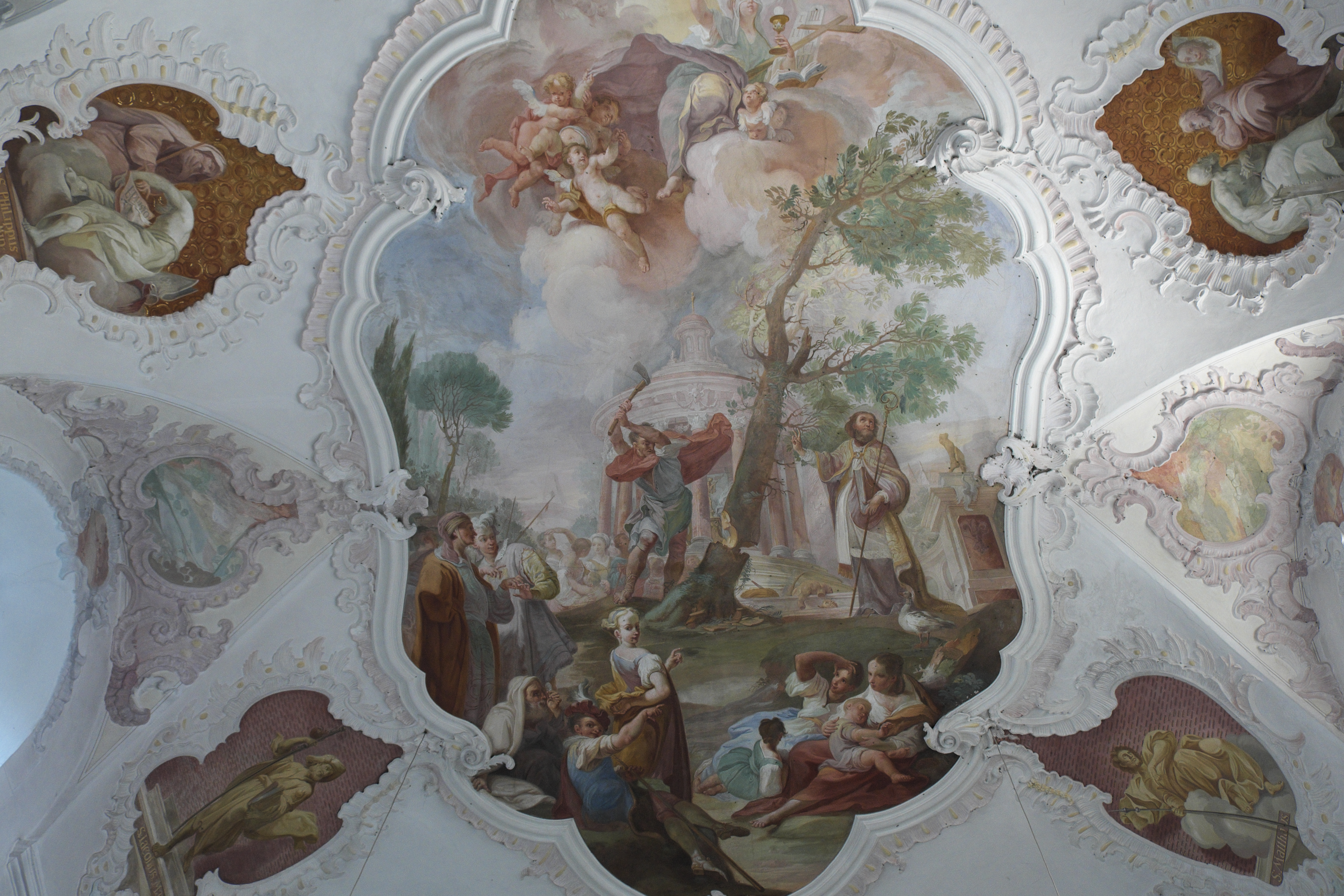
Langhausfresko
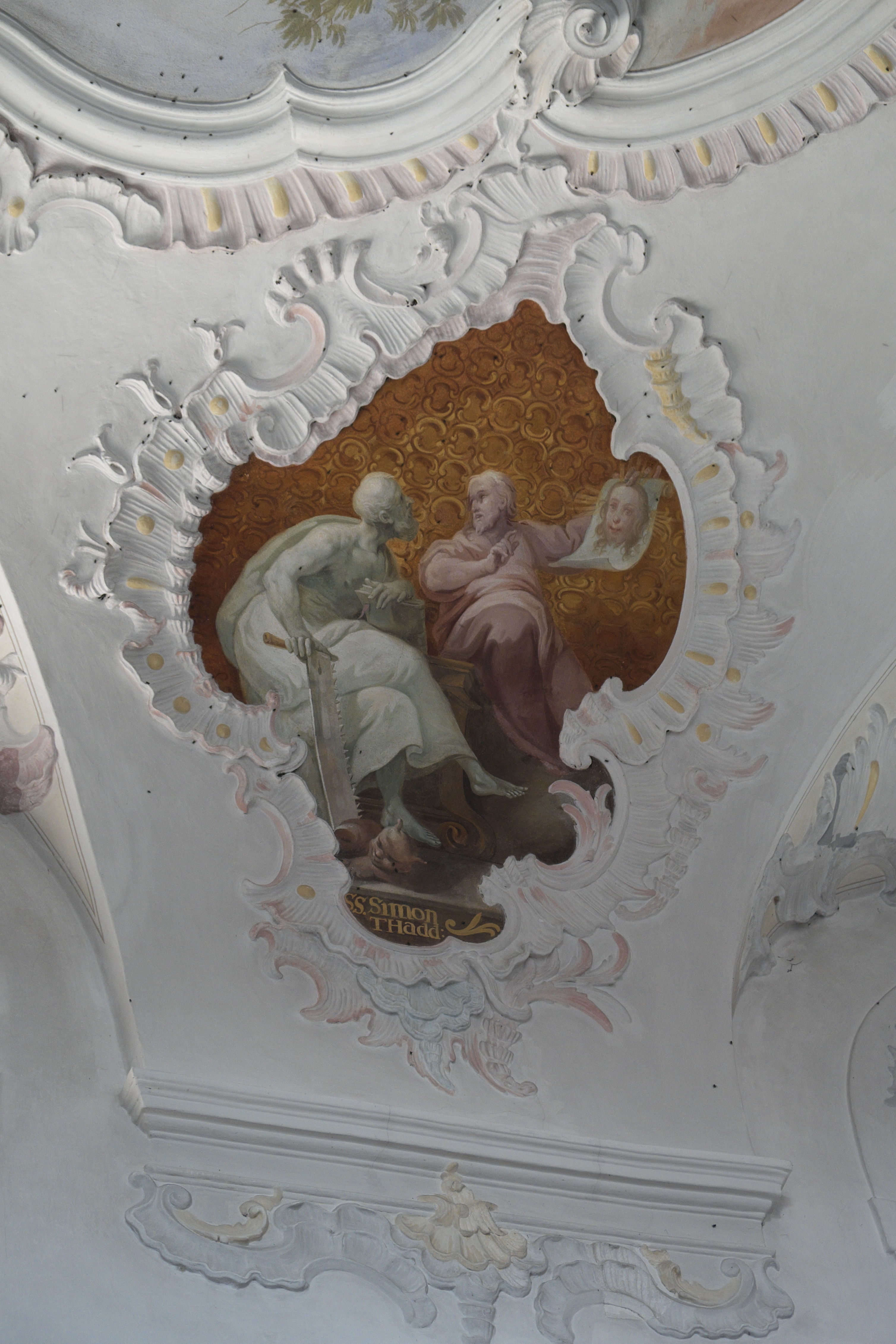
Apostel Simon und Thaddäus

An der unteren Emporenbrüstung sind die Kirchenväter dargestellt: links Augustinus und ein Knabe, der mit einem Löffel das Meer auszuschöpfen versucht, in der Mitte Gregor der Große und Hieronymus im Gespräch, rechts Ambrosius mit einem Bienenkorb. Die Szenen der oberen Brüstung, König David mit der Harfe und die heilige Cäcilia an der Orgel, sind Neuschöpfungen aus dem Jahr 1939 von Georg Kuttruff.

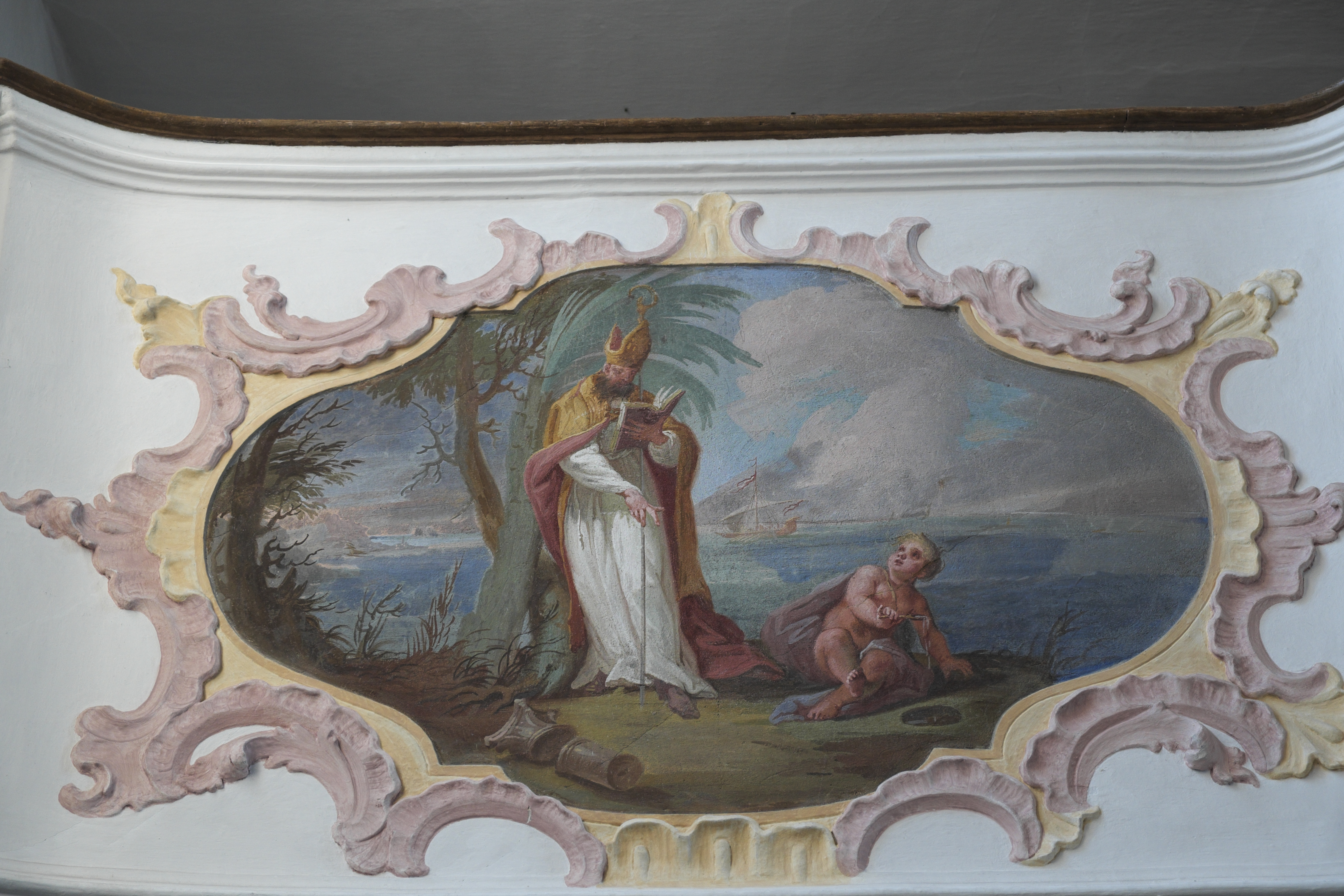
Augustinus
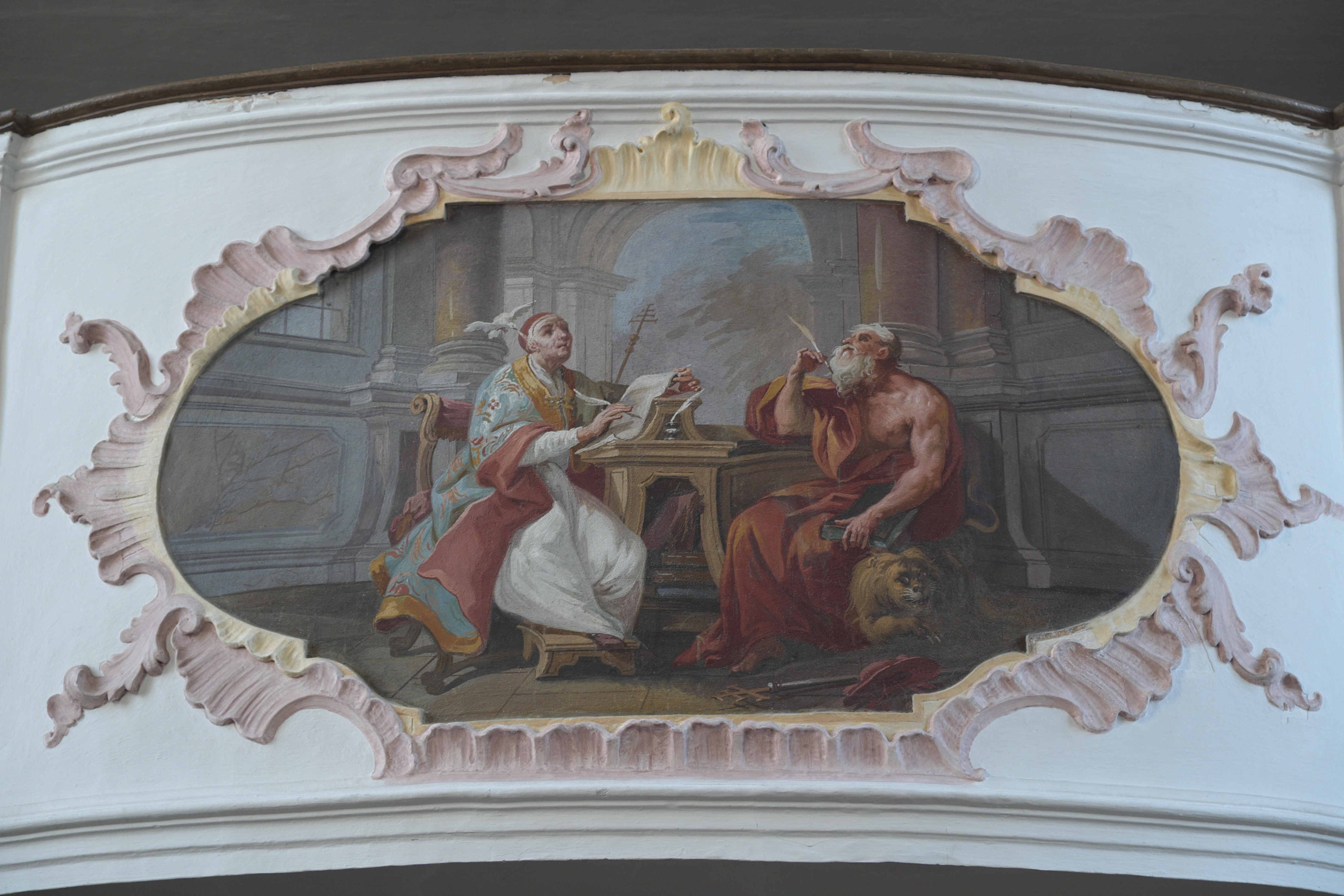
Gregor und Hieronymus
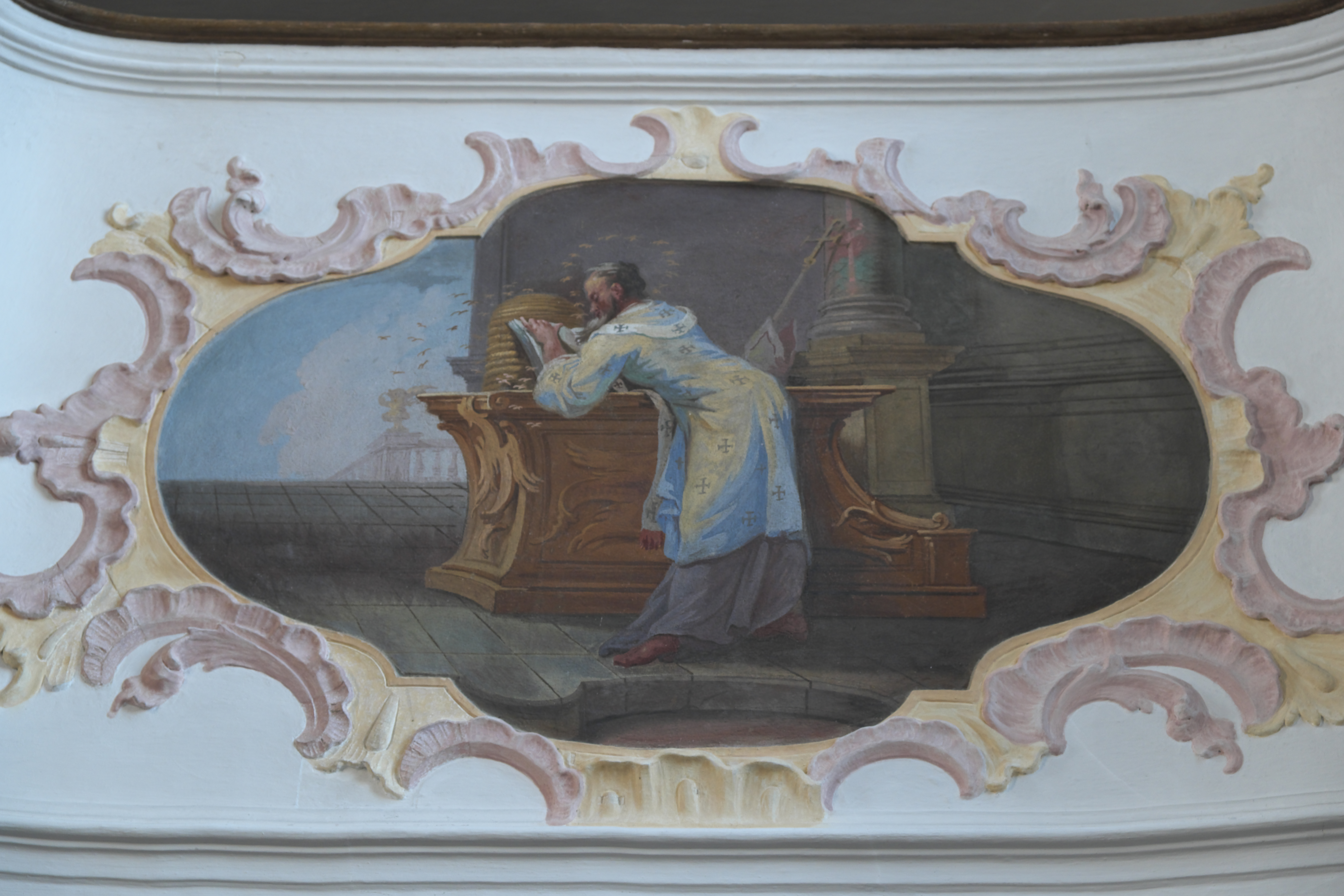
Ambrosius

## Stuck
Die Stuckaturen wurden 1753 von Joseph Fischer aus Faulenbach bei Füssen geschaffen. In einer Stuckkartusche am Chorbogen erinnern die Wappen des Füssener Klosters St. Mang und des damaligen Abtes Gallus Zeiler an die Auftraggeber der Rokokoausstattung.

## Ausstattung

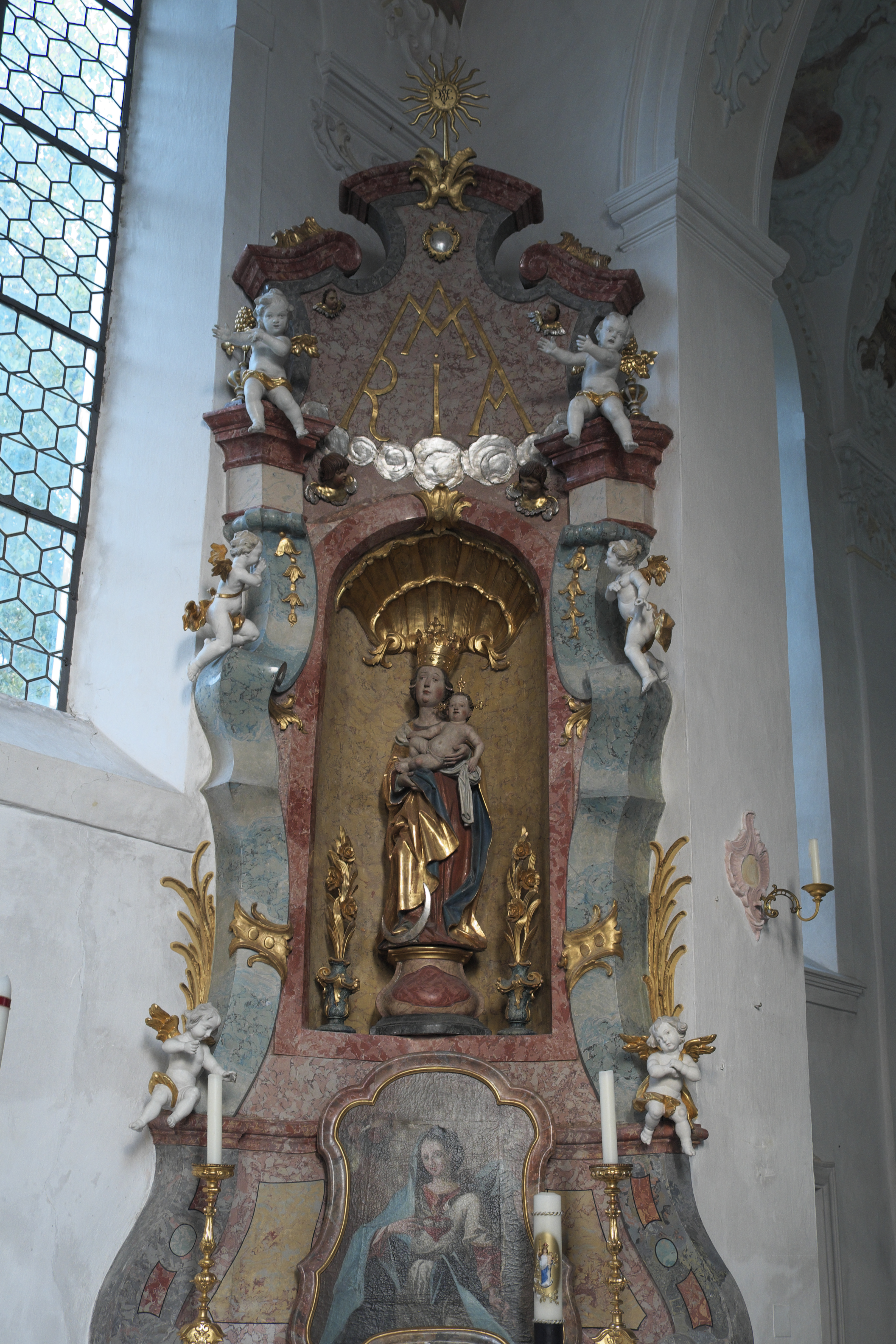
Nördlicher Seitenaltar

- Der Hochaltar, eine Arbeit von Joseph Fischer aus dem Jahr 1753, wird von Säulen flankiert. Die Seitenfiguren stellen Bischof Ulrich und die heilige Afra dar. Das Altarbild mit der Szene der Mantelspende des heiligen Martin und dem heiligen Magnus im Altarauszug wurde wie die Fresken von Franz Anton Zeiller gemalt.
- Die farbig gefasste Schnitzfigur der Madonna mit Kind am nördlichen Seitenaltar stammt aus dem späten 15. Jahrhundert.
- Aus dem späten 15. Jahrhundert stammen auch die beiden Figuren des heiligen Martin und des heiligen Nikolaus.
- Der Kanzelkorb aus dem 18. Jahrhundert ist mit kleinen Figuren Christi, Mariens und der Evangelisten besetzt. Den Schalldeckel bekrönt eine Figur des Erzengels Michael als Seelenwäger.
- Das große Kruzifix an der nördlichen Langhauswand wird in die Mitte des 16. Jahrhunderts datiert.
- Ein kleiner Altaraufsatz mit dem Wessobrunner Gnadenbild ist mit der Jahreszahl 1640 bezeichnet.

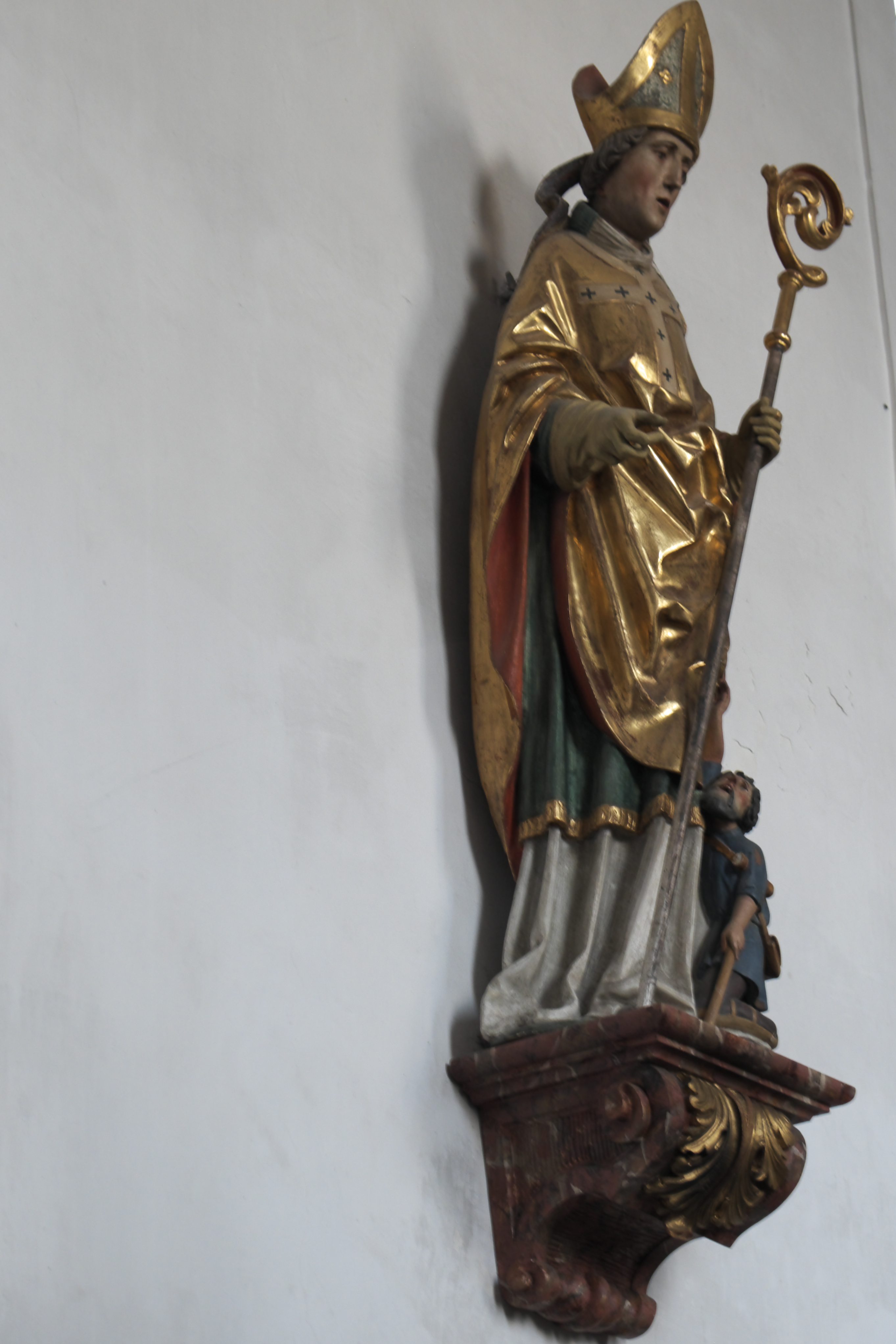
Heiliger Martin mit Bettler
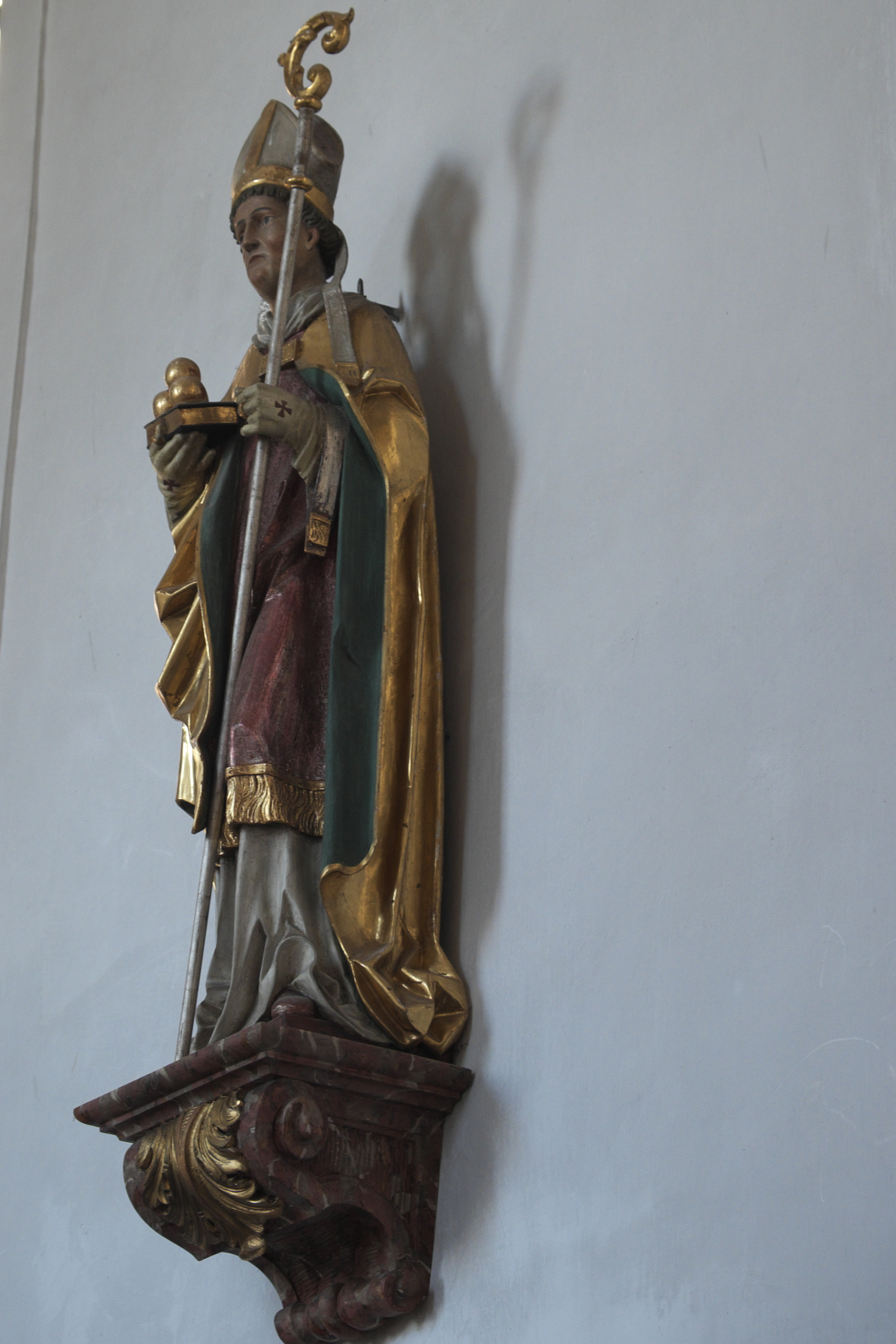
Heiliger Nikolaus
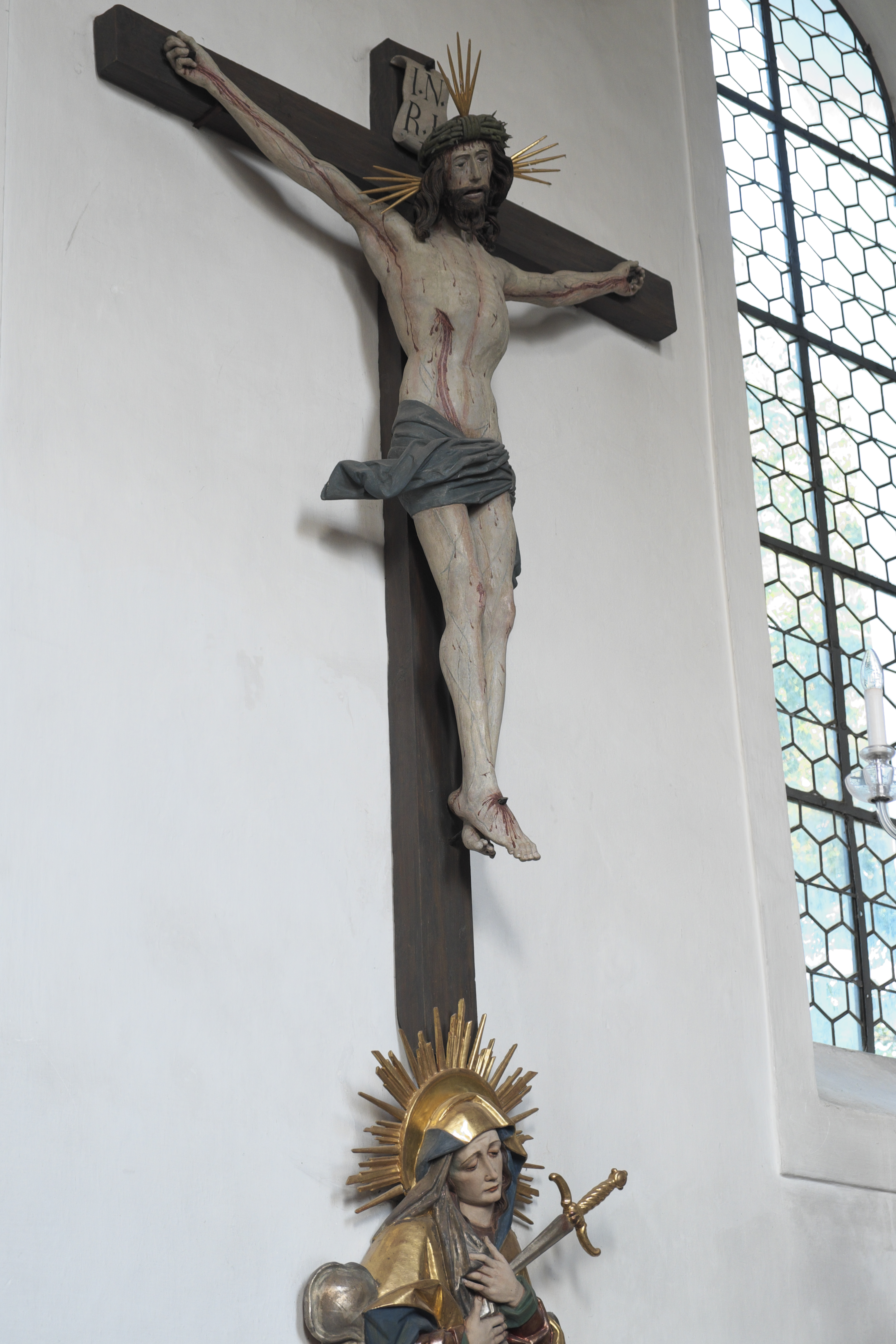
Kruzifix

## Friedhof
Der umgebende Friedhof enthält eine Sammlung von 60 schmiedeeisernen Grabkreuzen vom Ende des 17. bis ins 20. Jahrhundert. Außerdem den denkmalgeschützten Hauptstein VIII der Grenzvermessung 1785, der aus dem Sachsenrieder Forst in den Friedhof transloziert wurde (s. Baudenkmäler in Schwabsoien).

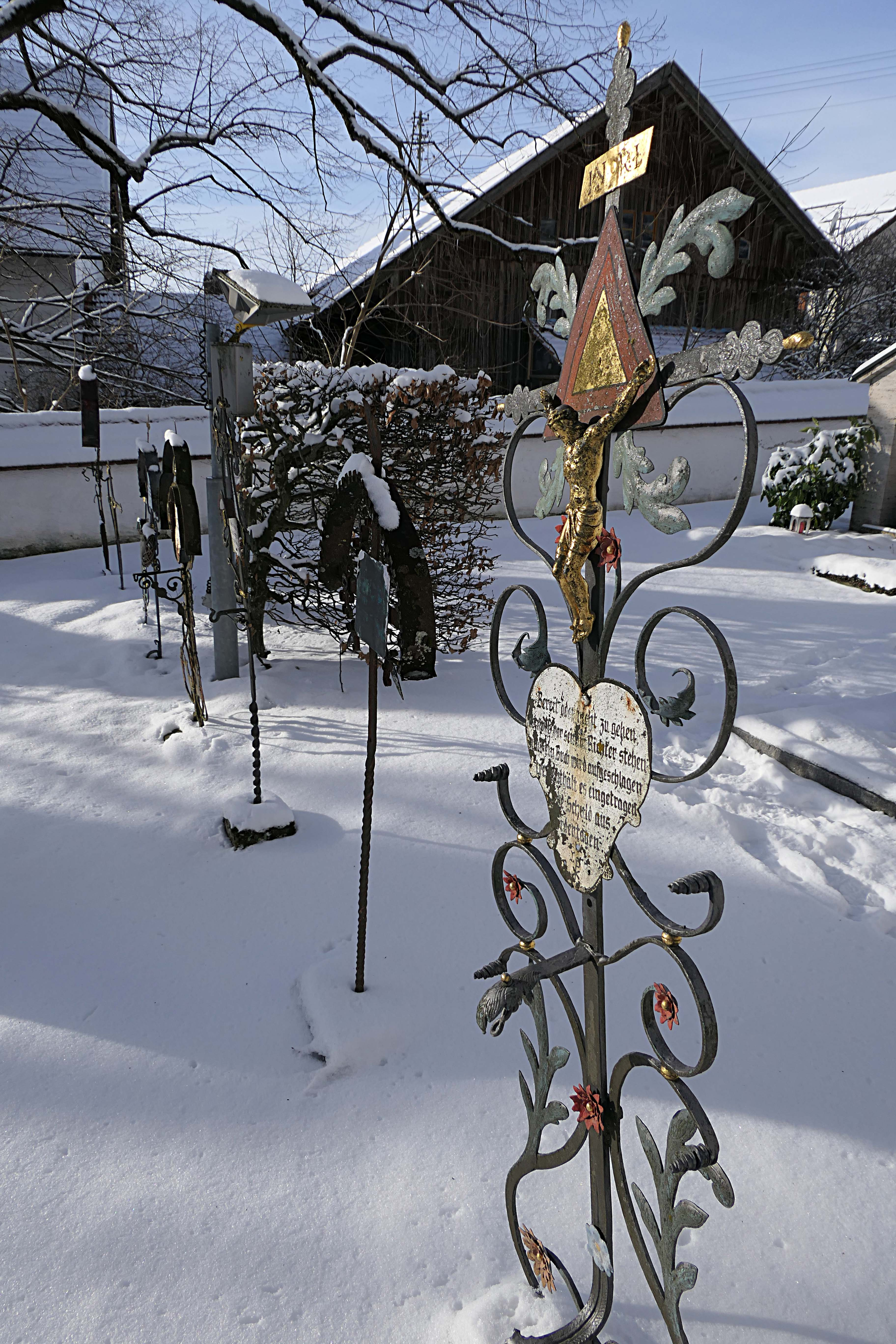
Schmiedeeiserne Grabkreuze auf dem Friedhof
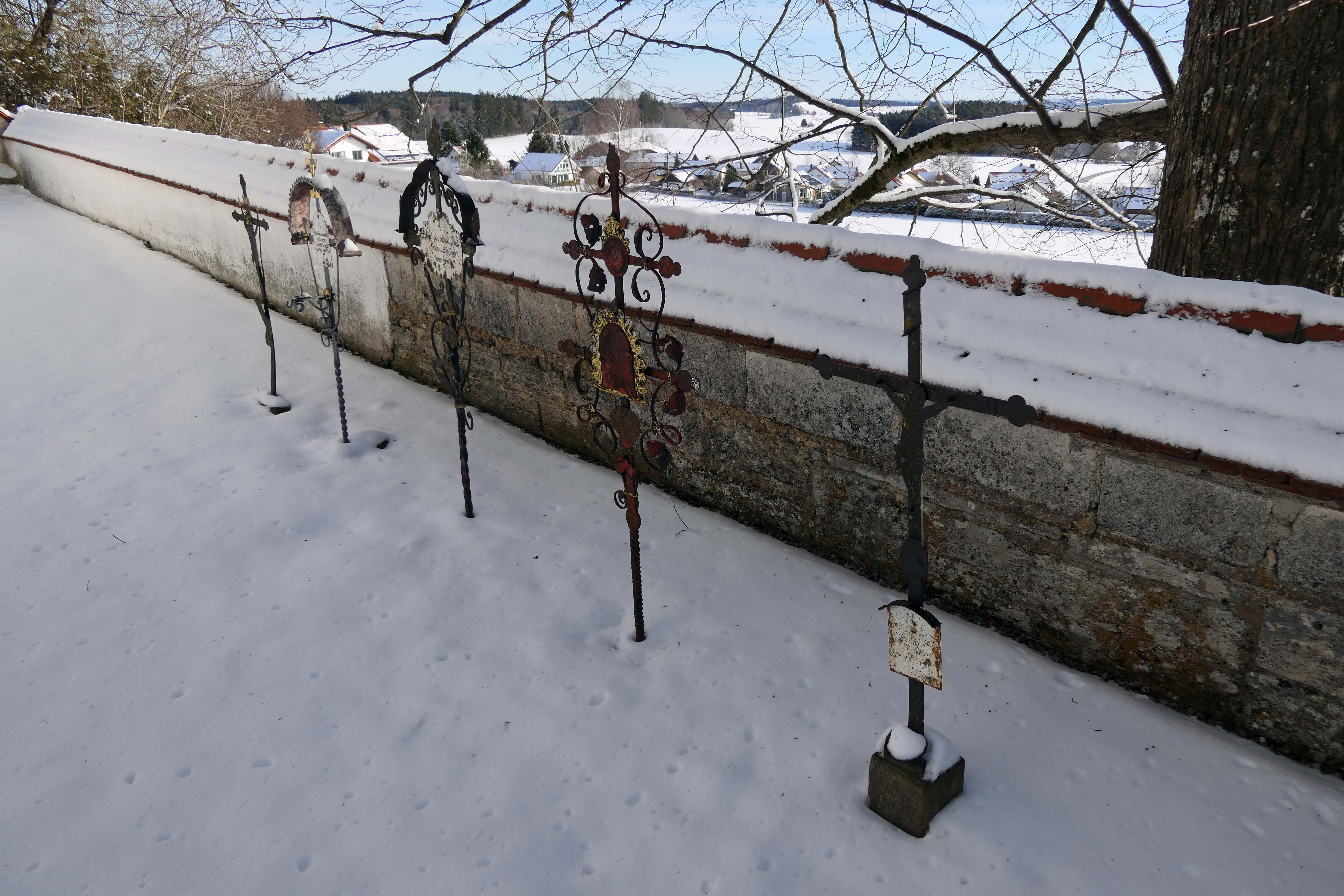
Schmiedeeiserne Grabkreuze auf dem Friedhof
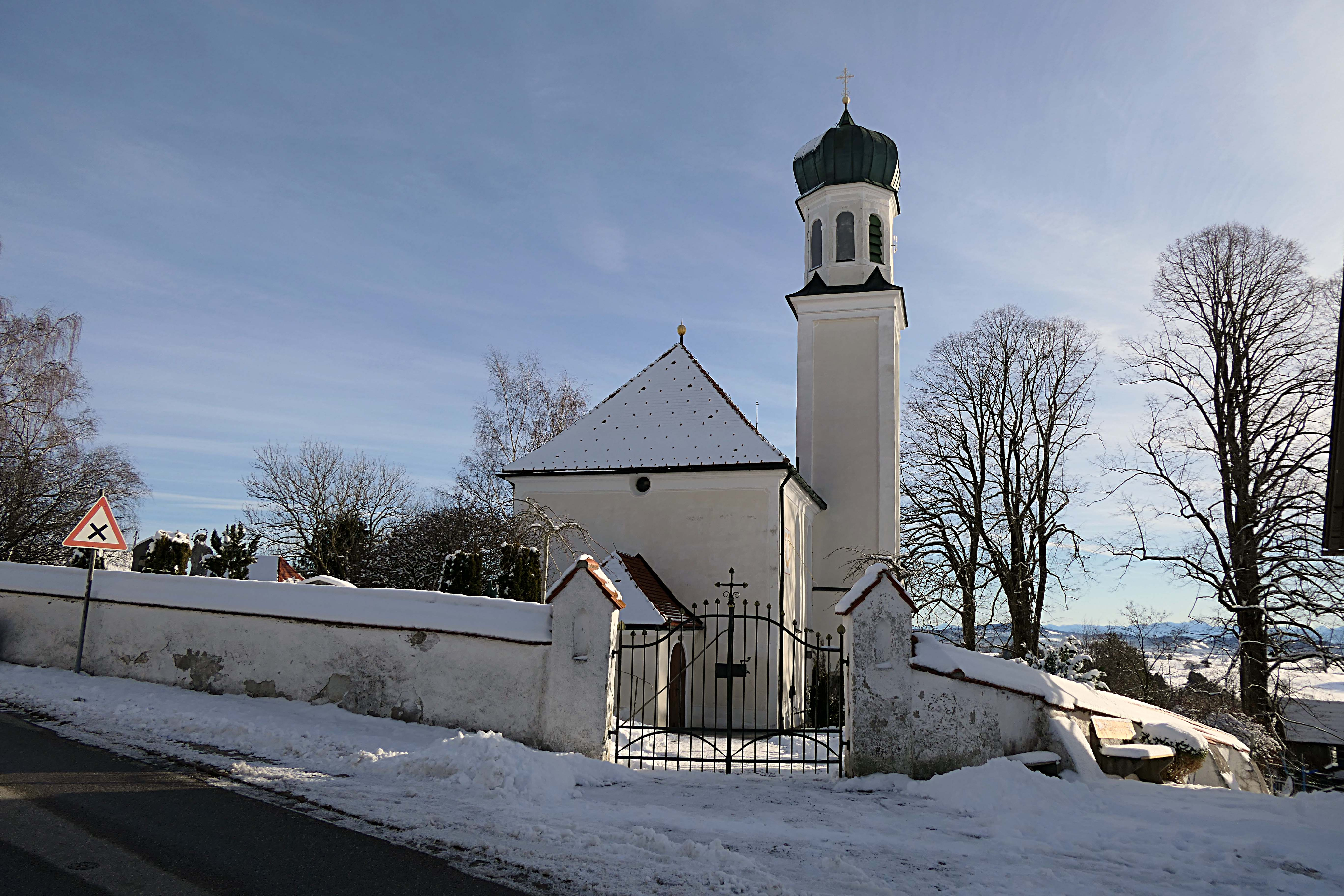
Kirche St. Martin mit Friedhofsmauer